# Abū ʿAbd Allāh al-Shīʿī
Abū ʿAbd Allāh al-Shīʿī (in arabo أبو عبد الله الشيعي‎?; Kufa, ... – 28 febbraio 911), il cui vero nome era al-Ḥusayn b. Aḥmad b. Muḥammad b. Zakariyāʾ, fu il più importante missionario e propagandista delle dottrine islamiche ismailite-fatimidi, branca estrema dello Sciismo, che si affermò inizialmente nell'Ifriqiya e successivamente in Egitto e in parte della Siria.

## Biografia
Nativo di Kūfa (ma qualcuno crede di Ṣanʿāʾ), fu un funzionario abbaside prima di essere convertito all'Ismailismo dal dāʿī Fīrūz, insieme a suo fratello Abū l-ʿAbbās b. Ahmad. Fu poi fu inviato dall'Imam Radi ʿAbd Allāh presso Ibn Hawshab, in Yemen e con lui studiò per un anno le basi della dottrina ismailita.
Nel corso del hajj a La Mecca dell'892, incontrò dei berberi Kutama che intendevano rendersi indipendenti o autonomi dagli Aghlabidi. Abū ʿAbd Allāh approfittò decise di seguire il loro invito a recarsi con loro in Maghreb, dove giunse nell'893.
Dopo aver convertito alla sua fede i Sanhaja, riuscì a creare un forte esercito composto da contadini e allevatori berberi. Grazie a loro conquistò le città dell'Ifriqiya e, dopo una serie di vittorie, trionfò nello scontro finale di Arbus (o Urbus, già Laribus) ed entrò da trionfatore nella capitale aghlabide di Raqqāda, presso Qayrawan, nel 909.
Una delegazione di esponenti della città di Qayrawan venne a rendergli omaggio, accettando in tal modo la nuova sovranità fatimide. Per un anno Abū ʿAbd Allāh governò in nome dell'"Imam manifesto" (Imām ẓāhir), che era detenuto agli arresti domiciliari dal signore di Sijilmāsa, senza peraltro che questi venisse a conoscere la sua vera identità.
Radunata una nuova compagine potentemente armata, si recò infine a Sijilmāsa, riuscendo senza problemi a far rilasciare il primo Imam fatimide, ʿUbayd Allāh al-Mahdī bi-llāh, e innalzarlo al trono.
L'ingrato al-Mahdī, timoroso del suo successo tra la gente e i Berberi in particolare, lo farà eliminare, non diversamente da quanto aveva fatto a suo tempo il califfo abbaside al-Mansur col suo fedele servitore Abu Muslim, artefice del suo successo.